# Lista nagród i nominacji Dawida Podsiadły
Artykuł przedstawia listę nagród oraz nominacji zdobytych przez polskiego piosenkarza Dawida Podsiadłę.
Dwudziestodwukrotnie nominowany do nagrody Fryderyków, w tym piętnastokrotny laureat. Dwa nominowany do nagrody Paszport Polityki, raz zwycięzca. Trzykrotnie nominowany do nagrody Bestsellery Empiku, w tym dwa razy laureat. Cztery nominant nagrody plebiscytu Eska Music Awards, w tym raz laureat. Nominowany był również do nagród Superjedynki.
Do 7 lutego 2023 roku Dawid Podsiadło zdobył łącznie 26 nagród w 49 nominacjach.

## Nagroda Muzyczna Fryderyk
Dawid zdobył dwadzieścia cztery nominacje do Fryderyka, w tym piętnaście razy wygrał plebiscyt.
| Rok  | Tytuł                                                                        | Kategoria                  | Rezultat  |
| ---- | ---------------------------------------------------------------------------- | -------------------------- | --------- |
| 2014 | Comfort and Happiness                                                        | Album roku pop             | Wygrana   |
| 2014 | Dawid Podsiadło                                                              | Artysta roku               | Wygrana   |
| 2014 | Dawid Podsiadło                                                              | Fonograficzny debiut roku  | Wygrana   |
| 2014 | „Trójkąty i kwadraty”                                                        | Piosenka roku              | Wygrana   |
| 2016 | Annoyance and Disappointment                                                 | Album roku pop             | Nominacja |
| 2016 | „W dobrą stronę”                                                             | Utwór roku                 | Nominacja |
| 2016 | „W dobrą stronę”                                                             | Teledysk roku              | Wygrana   |
| 2017 | „Pastempomat”                                                                | Teledysk roku              | Wygrana   |
| 2019 | „Małomiasteczkowy"                                                           | Album roku pop             | Wygrana   |
| 2019 | „Małomiasteczkowy”                                                           | Utwór roku                 | Nominacja |
| 2019 | „Początek” (oraz Krzysztof Zalewski, Kortez)                                 | Utwór roku                 | Wygrana   |
| 2019 | Dawid Podsiadło                                                              | Autor roku                 | Wygrana   |
| 2019 | Dawid Podsiadło (oraz Krzysztof Zalewski)                                    | Autor roku                 | Nominacja |
| 2019 | „Małomiasteczkowy”                                                           | Teledysk roku              | Nominacja |
| 2019 | „Początek” (oraz Krzysztof Zalewski, Kortez)                                 | Teledysk roku              | Wygrana   |
| 2019 | Dawid Podsiadło (oraz Bartosz Dziedzic)                                      | Kompozytor roku            | Wygrana   |
| 2019 | Dawid Podsiadło (oraz Krzysztof Zalewski, Aleksander Świerkot, Marcin Macuk) | Kompozytor roku            | Nominacja |
| 2019 | Dawid Podsiadło (oraz Bartłomiej Walczuk)                                    | Najlepsza oprawa graficzna | Wygrana   |
| 2020 | Dawid Podsiadło (oraz Olek Świerkot)                                         | Kompozytor roku            | Wygrana   |
| 2020 | „Najnowszy klip”                                                             | Nagroda publiczności       | Wygrana   |
| 2022 | „I Ciebie też, bardzo” (jako Męskie Granie 2021)                             | Utwór Roku                 | Wygrana   |
| 2022 | „Za krótki sen” (oraz Daria Zawiałow)                                        | Utwór Roku                 | Nominacja |
| 2022 | „I Ciebie też, bardzo” (jako Męskie Granie 2021)                             | Teledysk Roku              | Nominacja |
| 2022 | „Za krótki sen” (oraz Daria Zawiałow)                                        | Teledysk Roku              | Nominacja |

## MTV Europe Music Awards
MTV Europe Music Awards nagroda przyznawana przez polską redakcję MTV podczas corocznego rozdania MTV Europe Music Awards w kategorii Najlepszy Polski Wykonawca. Muzyk otrzymał cztery nominacje.
| Rok  | Tytuł           | Kategoria                  | Rezultat  |
| ---- | --------------- | -------------------------- | --------- |
| 2013 | Dawid Podsiadło | Najlepszy Polski Wykonawca | Nominacja |
| 2016 | Dawid Podsiadło | Najlepszy Polski Wykonawca | Nominacja |
| 2018 | Dawid Podsiadło | Najlepszy Polski Wykonawca | Nominacja |
| 2019 | Dawid Podsiadło | Najlepszy Polski Wykonawca | Nominacja |

## Paszport Polityki
Nagroda Paszport Polityki przyznawana przez tygodnik „Polityka”. Dwa razy nominowany, raz wygrał nagrodę.
| Rok  | Tytuł           | Kategoria        | Rezultat  |
| ---- | --------------- | ---------------- | --------- |
| 2013 | Dawid Podsiadło | Muzyka popularna | Nominacja |
| 2019 | Dawid Podsiadło | Muzyka popularna | Wygrana   |

## Bestsellery Empiku
Bestsellery Empiku to plebiscyt kulturalny, który pokazuje, po jakie książki, płyty muzyczne oraz filmy najczęściej sięgali klienci sieci Empik.
| Rok  | Tytuł                        | Kategoria             | Rezultat  |
| ---- | ---------------------------- | --------------------- | --------- |
| 2013 | Comfort and Happiness        | Muzyka Polska         | Wygrana   |
| 2015 | Annoyance and Disappointment | Muzyka Polska         | Nominacja |
| 2019 | Małomiasteczkowy             | Muzyka Polska         | Wygrana   |
| 2022 | Dawid Podsiadło              | Artysta muzyczny roku | Wygrana   |
| 2024 | Dawid Podsiadło              | Artysta muzyczny roku | Wygrana   |

## Eska Music Awards
Plebiscyt prowadzony przez stację radiową Eska. Muzyk nominowany siedem razy, w tym raz laureat.
| Rok  | Tytuł            | Kategoria                 | Rezultat  |
| ---- | ---------------- | ------------------------- | --------- |
| 2013 | Dawid Podsiadło  | Najlepszy artysta         | Nominacja |
| 2013 | Dawid Podsiadło  | Najlepszy artysta w sieci | Nominacja |
| 2016 | Dawid Podsiadło  | Najlepszy artysta         | Wygrana   |
| 2016 | „W dobrą stronę” | Najlepszy hit             | Nominacja |

## Superjedynki
SuperJedynki polski muzyczny plebiscyt telewizyjny organizowany przez telewizje TVP 1 oraz Program Pierwszy Polskiego Radia. Muzyk otrzymał trzy nominacje.
| Rok  | Tytuł                 | Kategoria    | Rezultat  |
| ---- | --------------------- | ------------ | --------- |
| 2014 | Dawid Podsiadło       | SuperArtysta | Nominacja |
| 2014 | Comfort and Happiness | SuperAlbum   | Nominacja |
| 2015 | Dawid Podsiadło       | SuperArtysta | Nominacja |

## Pozostałe
| Rok  | Kategoria                  | Tytuł                 | Nagroda                                         | Nota      | Źródło |
| ---- | -------------------------- | --------------------- | ----------------------------------------------- | --------- | ------ |
| 2013 | Muzyka rozrywkowa – Debiut | Dawid Podsiadło       | Nagroda Muzyczna Programu Trzeciego – „Mateusz” | Wygrana   | [ 21 ] |
| 2013 | Gwiazda roku               | Dawid Podsiadło       | Glam Awards 2013                                | Wygrana   | [ 22 ] |
| 2013 | Muzyka                     | Comfort and Happiness | Róże Gali 2013                                  | Nominacja | [ 23 ] |
| 2013 | Gwiazda piosenki           | Dawid Podsiadło       | Wiktory 2013                                    | Wygrana   | [ 24 ] |
| 2014 | Artysta sceny roku         | Dawid Podsiadło       | Wiktory 2014                                    | Wygrana   | [ 25 ] |
| 2014 | TOP                        | Comfort and Happiness | TOPtrendy 2014                                  | Wygrana   | [ 26 ] |
| 2017 | Radiowy przebój roku       | „W dobrą stronę”      | Polsat SuperHit Festiwal 2017                   | Wygrana   | [ 27 ] |